# Christoph Sätzl
Christoph Sätzl (Brixen, 1592 - 13 d'abril de 1655) fou un compositor d'ètnia alemanya del segle xvii. Fou director de música d'un convent de monges del Tirol i deixà les obres següents:
- Ecclesiastici concentus 1,2,3,4, e 5 vocibus concinendi, (Augsburg, 1621)
- Concerti a 2 voci e 3 stromenti,
- Cantiones genethliacae ad Christicunas, quinque vocum,
- Hortus pensilis, motets a 2,3,4,5, i 6 veus amb violins,
- Cantate per Pasqua a 5 e 6 voci,
- IX messe a 1,2,3,4, e 5 voci, (Innsbruck, 1646),
- Jubilus Davidicus, salms de 2 a 5 veus,
- Missae quatuor novae 4, 5 et pluribus vocibus concinendae.